# Сипария (город)
Сипария (англ. Siparia, также известен как The Sand City — Город песка) — город в одноимённом регионе Сипария на юге острова Тринидад в Тринидаде и Тобаго.

## Население
По данным на 9 января 2011 года в городе проживали 6170 человек: мужчин — 3113, женщин — 3057.
На 15 мая 2000 года население составляло 5680 человек.

## Известные уроженнцы
- Дэйзи Войзин — певица и композитор
- Иэн Моррис — легкоатлет, специализировавшийся в беге на 400 м, призёр международных состязаний. Также, играл за футбольный клуб «Сипария Энджелс».
- Камла Персад-Биссессар — государственный деятель и политик, седьмой премьер-министр Тринидада и Тобаго[2].
- Джизель Саланди — профессиональная женщина-боксёр, непобеждённый объединённый чемпион мира.